# Blake S. Wilson
Blake S. Wilson (* 1948) ist ein US-amerikanischer Ingenieur und Pionier des Cochleaimplantats.
Wilson studierte an der Duke University mit dem Abschluss an der Pratt School of Engineering. 1974 bis 2001 war er am Research Triangle Institute (heute  RTI International) im Research Triangle Park in North Carolina, war dort Senior Fellow und Direktor des Center for Audio Prothesis Research. Er entwickelt ein Sprachcodierungsverfahren für Cochlea-Implantate (Continuous Interleaved Sampling, CIS), das der Frequenzabbildung im menschlichen Ohr nachgebildet ist und das Sprachverständnis von Patienten mit Implantat Ende der 1980er Jahre deutlich verbesserte. Er ist Adjunct Professor an der Duke University (in den drei Fakultäten Biomedizinische Technik, Elektrotechnik und Informatik und Chirurgie) und mit Debara Tucci Ko-Direktor des Duke Hearing Center. Er forscht auch mit der österreichischen Firma MED-EL.
2013 erhielt er mit Graeme Clark und Ingeborg Hochmair-Desoyer den Lasker~DeBakey Clinical Medical Research Award. 2014 wurden diese drei gemeinsam mit Erwin Hochmair und Michael M. Merzenich mit dem Russ Prize der National Academy of Engineering ausgezeichnet. Für 2016 wurde Wilson, Hochmair und Hochmair-Desoyer der Eduard-Rhein-Preis zugesprochen, 2017 wurde er in die National Academy of Engineering gewählt. Wilson hat eine Ehrenprofessur an der University of Warwick.